# Mont Pourri
Il Mont Pourri (3.779 m s.l.m.) è una montagna delle Alpi francesi. Si trova nel dipartimento della Savoia e precisamente nella valle dell'Isère, nel massiccio della Vanoise, facente parte del Gruppo Occidentale delle Alpi Graie. Si trova all'interno del Parco nazionale della Vanoise.

## Toponimo
Il toponimo francese pourri significa fradicio, marcio. A dispetto del nome la montagna si presenta invece imponente e con roccia particolarmente solida.

## Caratteristiche

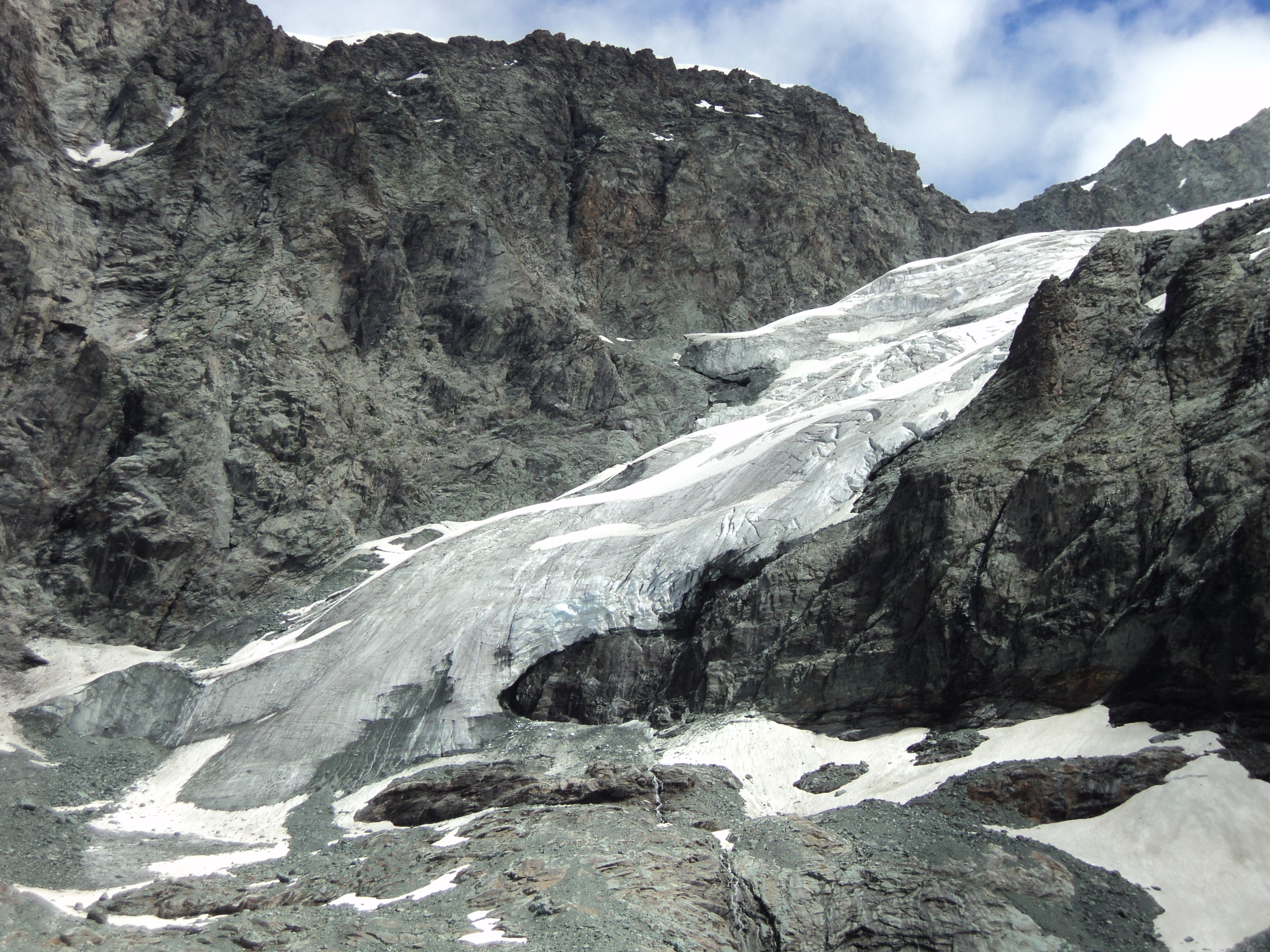
La parte bassa del glacier du Geay che scende dal versante ovest del monte.

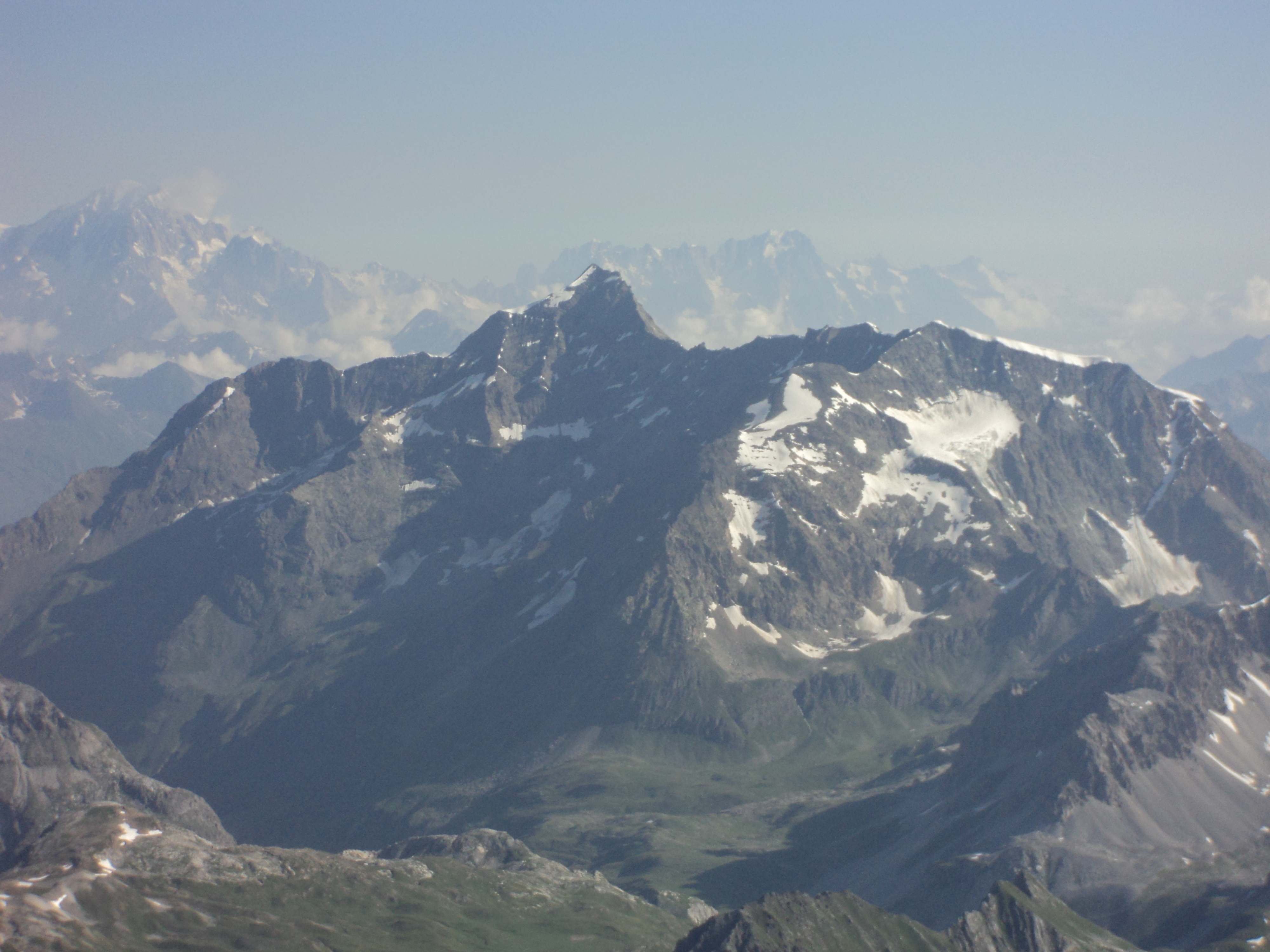
Il monte visto dalla vetta della Grande Casse. Si distingue bene la lunga cresta sud che lo unisce al Dôme de la Sache.

La vetta sovrasta l'abitato di Peisey-Nancroix e si trova di fronte al colle del Piccolo San Bernardo.
Dalla vetta della montagna si dipartono principalmente tre creste. Una con andamento verso nord e nord-ovest va verso il monte Turia (3.650 m), poi tocca l'Aiguille du Saint-Esprit e la Pointe des Arandelières (3.178 m) e termina con l'Aiguille Rouge (3.227 m). La seconda scende verso sud e passando per la Brèche de Puiseux (3.462 m) va verso il Dôme de la Sache (3.601 m). Infine la terza si abbassa verso ovest toccando la Brèche Poccard (3.223 m).
La montagna si presenta ammantata da diversi ghiacciai: ad ovest scende il glacier du Geay, a nord il glacier du Grand Col, ad est il glacier Nord de la Gurraz ed il glacier sud de la Gurraz.

## Ascensione alla vetta

### Prima ascensione
La prima ascensione fu compiuta il 4 ottobre 1861 da Michel Croz. Croz era stato ingaggiato come guida da William Mathews per raggiungere la vetta; il Mathews si era poi fermato, mandando il Croz in avanscoperta, e questi aveva raggiunto la vetta da solo. L'anno successivo, lo stesso Croz, insieme al fratello Jean-Baptiste, accompagnò Mathews e Thomas Bonney nella prima ripetizione della salita.

### Vie normali
Oggi esistono due vie normali di ascesa alla vetta:
- lungo il glacier du Geay e partendo dal Refuge du Mont Pourri.
- lungo il Grand Col e passando per il Col des Roches. Questa è la via dei primi salitori.

Nel dettaglio partendo dal Refuge du Mont Pourri si passa dall'antico Refuge Regaud (2.460 m) e poi si risale la faticosa morena del glacier du Geay. Raggiunto il culmine della morena (a circa 2.800 m) si scende leggermente per mettere piede sul ghiacciaio sul suo lato destro. Si risale il ghiacciaio aggirando i numerosi crepacci fino a congiungersi con la traccia che arriva dal Col des Roches (a circa 3.300 m). Si continua sul ghiacciaio piegando verso destra e risalendo con pendenze maggiori l'Epaule du mont Pourri. Arrivati sulla spalla si risale infine la cresta ovest della montagna che si può presentare rocciosa o nevosa secondo le varie condizioni.
Nella seconda scelta si parte da Arc 2000, stazione sciistica sopra Bourg-Saint-Maurice. Si segue il tracciato della seggiovia del Grand Col fino alla stazione di arrivo e poi si raggiunge il Grand Col (2.935 m) dove si trovano due piccoli bivacchi dove è possibile trascorrere la notte. Si raggiunge poi il Ghiacciaio del Grand Col circa a quota 3.100 m e lo si risale fino al Col des Roches. Dal colle si scende con percorso attrezzato fino a mettere piede sul glacier du Geay e ricongiungendosi con la via che sale dal Refuge du Mont Pourri.
Naturalmente le due vie normali possono essere combinate tra di loro nel percorso di salita e di discesa.

### Altre vie
La vetta del monte può essere raggiunta tramite la cresta nord. Dal Col des Roches si risale il monte Turia e poi si percorre la cresta che unisce questo al mont Pourri.
Per percorrere la cresta sud si può partire dal Refuge de Turia (2.410 m). Dal rifugio si risale il glacier de la Gurraz fino alla Brèche de Puiseux. Di qui si segue il filo di cresta fino alla vetta.
La parete sud del monte Pourri accoglie diverse vie di roccia. Queste vie raggiungono la Brèche Poccard da dove è poi possibile raggiungere la vetta.

## Storia
Sul Mont Pourri moriva assiderato dopo essere precipitato col proprio aereo Natale Palli, che partecipó al volo su Vienna di Gabriele D'Annunzio.